# Высоковское сельское поселение (Ярославская область)
Высоковское сельское поселение — муниципальное образование в составе Борисоглебского района Ярославской области. Административный центр — село Высоково.

## История
Высоковское сельское поселение образовано 1 января 2005 года в соответствии с законом Ярославской области № 65-з от 21 декабря 2004 года «О наименованиях, границах и статусе муниципальных образований Ярославской области». Границы Высоковского сельского поселения установлены в административных границах Высоковского и Давыдовского сельских округов.

## Население
| 2007  | 2010  | 2011  | 2012  | 2013  | 2014  | 2015  |
| ----- | ----- | ----- | ----- | ----- | ----- | ----- |
| 1448  | ↘1306 | ↗1307 | ↘1301 | ↗1317 | ↗1324 | ↘1291 |
| 2016  | 2017  | 2018  | 2019  | 2020  | 2021  |       |
| ↗1298 | ↘1270 | ↘1246 | ↘1241 | ↘1231 | ↘1100 |       |

## Состав сельского поселения
В состав сельского поселения (образованного в границах 2 сельских округов: Высоковского и Давыдовского) входят 68 населённых пунктов. 
| №  | Населённый пункт | Тип населённого пункта       | Население | Сельский округ |
| -- | ---------------- | ---------------------------- | --------- | -------------- |
| 1  | Алексино         | деревня                      | ↘12       | Высоковский    |
| 2  | Алешкино         | деревня                      | ↘20       | Давыдовский    |
| 3  | Бечмерово        | деревня                      | →3        | Высоковский    |
| 4  | Большое Хвастово | деревня                      | ↘5        | Давыдовский    |
| 5  | Булдырица        | деревня                      | →2        | Высоковский    |
| 6  | Власьево         | деревня                      | →0        | Давыдовский    |
| 7  | Высоково         | село, административный центр | ↘226      | Высоковский    |
| 8  | Георгиевское     | село                         | ↘11       | Давыдовский    |
| 9  | Горки            | деревня                      | ↘23       | Давыдовский    |
| 10 | Городище         | деревня                      | →5        | Давыдовский    |
| 11 | Давыдово         | село                         | ↗84       | Давыдовский    |
| 12 | Деревеньки       | село                         | ↘2        | Высоковский    |
| 13 | Домнино          | деревня                      | →0        | Высоковский    |
| 14 | Емельянниково    | деревня                      | ↘53       | Давыдовский    |
| 15 | Заболотье        | деревня                      | ↘1        | Давыдовский    |
| 16 | Звягино          | деревня                      | ↘3        | Давыдовский    |
| 17 | Зелёный Бор      | деревня                      | →1        | Высоковский    |
| 18 | Зманово          | деревня                      | ↘16       | Давыдовский    |
| 19 | Зубарево         | село                         | →3        | Давыдовский    |
| 20 | Ивановское       | село                         | ↗97       | Давыдовский    |
| 21 | Иевцево          | деревня                      | ↘11       | Высоковский    |
| 22 | Казариново       | деревня                      | ↘0        | Давыдовский    |
| 23 | Кожлево          | деревня                      | →0        | Давыдовский    |
| 24 | Козино           | деревня                      | ↘125      | Высоковский    |
| 25 | Кондаково        | село                         | ↘79       | Давыдовский    |
| 26 | Коротылево       | деревня                      | ↘2        | Давыдовский    |
| 27 | Кучеры           | деревня                      | ↗31       | Давыдовский    |
| 28 | Кушниково        | деревня                      | ↘2        | Давыдовский    |
| 29 | Ласково          | деревня                      | ↘0        | Давыдовский    |
| 30 | Лекино           | деревня                      | →1        | Давыдовский    |
| 31 | Лехоть           | деревня                      | ↘30       | Давыдовский    |
| 32 | Лянино           | деревня                      | ↘0        | Давыдовский    |
| 33 | Малое Хвастово   | деревня                      | ↘5        | Давыдовский    |
| 34 | Миново           | деревня                      | →0        | Давыдовский    |
| 35 | Мичково          | деревня                      | ↘0        | Высоковский    |
| 36 | Момотово         | деревня                      | ↘33       | Высоковский    |
| 37 | Никульское       | деревня                      | ↗7        | Давыдовский    |
| 38 | Ново             | деревня                      | →0        | Высоковский    |
| 39 | Новоселка        | деревня                      | ↘10       | Давыдовский    |
| 40 | Ораново          | деревня                      | →0        | Высоковский    |
| 41 | Переславцево     | село                         | ↘33       | Высоковский    |
| 42 | Петрилово        | деревня                      | →29       | Высоковский    |
| 43 | Петровка         | деревня                      | ↘5        | Высоковский    |
| 44 | Петряево         | деревня                      | ↘2        | Давыдовский    |
| 45 | Погорелка        | деревня                      | →0        | Высоковский    |
| 46 | Попово           | деревня                      | ↗27       | Высоковский    |
| 47 | Поповское        | деревня                      | ↘14       | Высоковский    |
| 48 | Поповское        | деревня                      | ↗14       | Давыдовский    |
| 49 | Рагуйлово        | деревня                      | ↘7        | Высоковский    |
| 50 | Резанка          | деревня                      | ↘125      | Давыдовский    |
| 51 | Ременники        | деревня                      | ↘17       | Высоковский    |
| 52 | Русиново         | деревня                      | →0        | Высоковский    |
| 53 | Савинское        | село                         | ↘7        | Высоковский    |
| 54 | Сосновка         | деревня                      | →0        | Высоковский    |
| 55 | Старково         | деревня                      | ↘10       | Высоковский    |
| 56 | Старово          | деревня                      | ↘4        | Высоковский    |
| 57 | Тимофейково      | деревня                      | ↘0        | Высоковский    |
| 58 | Титово           | деревня                      | ↘37       | Давыдовский    |
| 59 | Труфанцево       | деревня                      | ↘4        | Высоковский    |
| 60 | Тюфеево          | деревня                      | ↘23       | Высоковский    |
| 61 | Усолово          | деревня                      | →6        | Давыдовский    |
| 62 | Хмельники        | деревня                      | ↘4        | Высоковский    |
| 63 | Хмельники        | село                         | ↗6        | Высоковский    |
| 64 | Ховоры           | деревня                      | →0        | Высоковский    |
| 65 | Чернятино        | деревня                      | ↘0        | Давыдовский    |
| 66 | Чухолза          | деревня                      | ↗25       | Давыдовский    |
| 67 | Шаньково         | деревня                      | →0        | Высоковский    |
| 68 | Яшкурово         | деревня                      | ↘4        | Высоковский    |

Законом Ярославской области от 26 декабря 2019 года была упразднена деревня Марьинское Высоковского сельского округа.